# Deadeye Dick
Deadeye Dick — американская альтернативная рок-группа, основанная в 1991 году в Новом Орлеане (штат Луизиана). В основе группы состояли три человека: вокалист/гитарист Кэлеб Жуилотт, басист Марк Адам Миллер и ударник Билли Лэндри. Название коллектива было заимствовано из одноимённой новеллы Курта Воннегута. Долгое время после основания группа не могла договориться со звукозаписывающими студиями, и первый альбом им пришлось сводить самостоятельно. Среди всего их творчества особенно известна песня «New age girl», которая, будучи записанной, сразу попала в ротацию радиостанций Нового Орлеана и Атланты. В 1994 году группу заметил независимый лейбл Ichiban Records и переиздал дебютный альбом «A different story» для широкой аудитории. Спустя некоторое время песня «New age girl» стала настолько популярной, что была вставлена в саундтрек фильма «Тупой и ещё тупее» и вошла в 30-ку почти всех музыкальных хит-парадов. Вышедший в 1995 году второй альбом «Whirl» уже не имел такого коммерческого успеха, и из-за этого группа расформировалась. Кэлеб Жуилотт и Марк Миллер продолжили работать в музыкальной индустрии, став продюсерами нескольких мелких групп Нового Орлеана.

## Альбомы
- 1994 — A different story
- 1995 — Whirl
- 1999 — In effect groovy (неизданный альбом, распространялся через страницу группы на сайте MySpace)

## Синглы
- 1994 — New age girl
- 1995 — Paralyze me